# Tenis de masă la Jocurile Olimpice de vară din 2016
Probele sportive de tenis de masă la Jocurile Olimpice de vară din 2016 s-au desfășurat în perioada 6–17 august 2016 pe Pavilionul 3 din Riocentro în Rio de Janeiro, Brazilia.

## Tabel medalii

### Clasament tări
| Loc   | Țară           | Aur | Argint | Bronz | Total |
| ----- | -------------- | --- | ------ | ----- | ----- |
| 1     | China          | 4   | 2      | 0     | 6     |
| 2     | Japonia        | 0   | 1      | 2     | 3     |
| 3     | Germania       | 0   | 1      | 1     | 2     |
| 4     | Coreea de Nord | 0   | 0      | 1     | 1     |
| Total | Total          | 4   | 4      | 4     | 12    |

### Rezultate
| Probă           | Aur                                               | Argint                                                      | Bronz                                                            |
| Simplu masculin | Ma Long · China (CHN)                             | Zhang Jike · China (CHN)                                    | Jun Mizutani · Japonia (JPN)                                     |
| Simplu feminin  | Ding Ning · China (CHN)                           | Li Xiaoxia · China (CHN)                                    | Kim Song-i · Coreea de Nord (PRK)                                |
| Echipe masculin | China (CHN) · Zhang Jike · Ma Long · Xu Xin       | Japonia (JPN) · Koki Niwa · Jun Mizutani · Maharu Yoshimura | Germania (GER) · Timo Boll · Dimitrij Ovtcharov · Bastian Steger |
| Echipe feminin  | China (CHN) · Liu Shiwen · Ding Ning · Li Xiaoxia | Germania (GER) · Han Ying · Petrissa Solja · Shan Xiaona    | Japonia (JPN) · Ai Fukuhara · Kasumi Ishikawa · Mima Ito         |